# 贝热尔莱韦尔蒂
贝热尔莱韦尔蒂（法語：Bergères-lès-Vertus，法語發音：[bɛʁʒɛʁ lɛ vɛʁty]，意为“韋爾蒂附近的贝热尔”）是法国马恩省的一个市镇，位于该省中部，属于香槟沙隆区。

## 地理
贝热尔莱韦尔蒂（48°52'46"N, 4°0'14"E）面积18.28 平方千米，位于法国大東部大區马恩省，该省份为法国东北部内陆省份，北起阿登省，西北接埃纳省，西南接塞纳-马恩省，南至奥布省，东南接上马恩省，东临默兹省。
与贝热尔莱韦尔蒂接壤的市镇（或旧市镇、城区）包括：瓦勒德马赖、埃特雷希、皮埃尔莫兰、特雷孔、布朗科托。

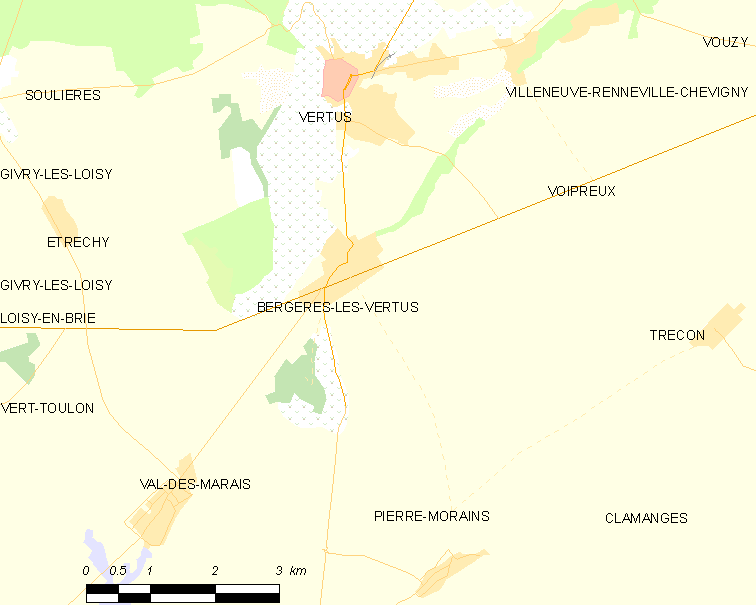
贝热尔莱韦尔蒂的OSM定位图

贝热尔莱韦尔蒂的时区为UTC+01:00、UTC+02:00（夏令时）。

## 行政
贝热尔莱韦尔蒂的邮政编码为51130，INSEE市镇编码为51049。

## 政治
贝热尔莱韦尔蒂所属的省级选区为韦尔蒂-香槟平原县。

## 人口

1962-2008年间贝热尔莱韦尔蒂人口变化图示

贝热尔莱韦尔蒂于2022年1月1日时的人口数量为580人。